# La Mémoire courte (film, 1963)
Pour le film sorti en 1979, voir La Mémoire courte.
Pour plus de détails, voir Fiche technique et Distribution.
La Mémoire courte est un film documentaire réalisé en 1963 par Henri Torrent et Francine Premysler.

## Synopsis
En 90 minutes, le film compile des documents d'archives des pays belligérants de la seconde guerre mondiale, y sont abordées les dates importantes du point de vue politique et militaire, les conditions de vie des populations civiles sous l'occupation, les restrictions mais aussi les actualités du music-hall et de la mode.

## Fiche technique
- Réalisation : Henri Torrent et Francine Premysler
- Producteur : René Thévenet
- Musique : Alain Romans
- Date de sortie : 
  - France : 4 janvier 1963
  - Finlande : 1965
  - Hongrie : 1967
- Durée : 95 minutes

## Distribution
- Jean Négroni : récitant
- Michel Puterflam : récitant
- Philippe Dominique : récitant
- Monarques, personnalités politiques, militaires et scientifiques :
  - Adolf Hitler, Alphonse de Chateaubriant, Benito Mussolini, Charles de Gaulle, Douglas MacArthur, Edvard Beneš, Eva Braun, Franklin Roosevelt, Hermann Goering, Jacques Doriot, Joseph Goebbels, l'amiral François Darlan, la future reine Élisabeth II, la reine Wilhelmine des Pays-Bas, le général Franco, le général Giraud, le grand duc Jean de Luxembourg, le roi Christian X du Danemark, le roi George VI, le roi Haakon VI de Norvège, Marcel Déat, Philippe Henriot, Philippe Pétain, Pierre Laval, Wernher von Braun, Winston Churchill
- Artistes et personnalités du spectacle :
  - Albert Préjean, Charles Trenet, Danielle Darrieux, Fred Astaire, Georges Milton, Jo Bouillon, Maurice Chevalier, Mistinguett, Raimu, Tino Rossi, Edith Piaf, Zarah Leander

## Autour du film
- Ce documentaire a bénéficié d'une sortie en Finlande (1965) et en Hongrie (1967)
- Le film existe en 16 mm.
- Le film a été réédité en 2005 chez René Château vidéo